# Яснопольский, Леонид Николаевич
Леонид Николаевич Яснопольский (псевдоним Л. Я. (1906); 19 (31) января 1873 — 23 мая 1957) — депутат Государственной думы I созыва от Полтавской губернии, позднее советский экономист, специалист в области политической экономии, бюджетного права, статистики и экономики угольной промышленности, действительный член Всеукраинской академии наук (ВУАН) (с 1925).

## Биография
Украинец православного вероисповедания, происходивший из дворян, родился в Киеве 19 (31) января 1873 года.
С 1883 по 1891 год учился в Киевской 2-й гимназии. В 1891 году поступил на юридический факультет Киевского университета, в 1894 году перевёлся на юридический факультет Санкт-Петербургского университета, который и окончил в 1895 году. Был оставлен при университете по кафедре политической экономии и статистики. В 1900 и 1901 году сдал магистерский экзамен. В осенний семестр 1902 года в качестве приват-доцента читал в Киевском университете курс «Движение землевладения в России в пореформенную эпоху», а с февраля 1903 года (неверно указание на 1902 год) в течение года читал курс «Статистика населения и история статистики» в Харьковском университете. После того, как 14 февраля 1904 года в своей лекции осудил политику правительства которая привела к русско-японской войне, был лишён права читать лекции.

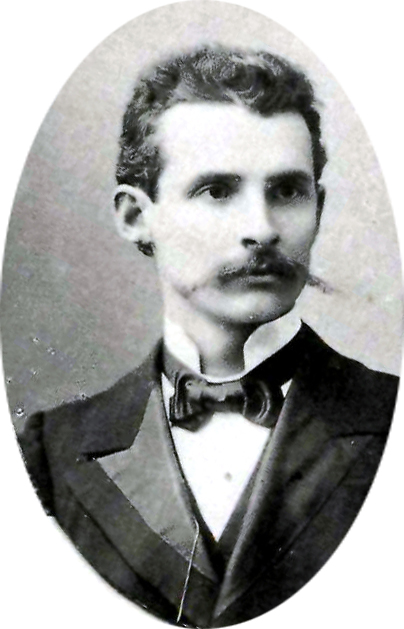
Приват-доцент Харьковского университета Л. Н. Яснопольский, 1903 г.

В конце 1904 года сотрудничал в журнале «Новый путь», куда его привел С. Н. Булгаков. Печатался в газетах «Свободная мысль» и «Русские ведомости». С 1905 года — профессор Киевского университета по кафедре политической экономии.
Был гласным Полтавского губернского и Переяславского уездного земств.
Член Киевского губернского комитета Конституционно-демократической партии; 16 марта 1906 года был избран депутатом I Государственной думы Российской империи от общего состава выборщиков Полтавского губернского избирательного собрания. Входил в Конституционно-демократическую фракцию и в состав украинской парламентской группы. Член комиссий: библиотечной, бюджетной (её секретарь). Подписал законопроект «О неприкосновенности членов Государственной Думы». Выступал в прениях по ответному адресу, по аграрному вопросу, по росписи доходов и расходов, о Крестьянском союзе. В 1906 году сотрудничал в журнале «Думы». В 1908 году был преподавателем Санкт-Петербургского Политехнического института по финансовому праву.
10 июля 1906 года в Выборге подписал «Выборгское воззвание», за что 18 декабря 1907 года осуждён по ст. 129, ч. 1, п. п. 51 и 3 Уголовного Уложения, отбывал трёхмесячный срок в Конотопской тюрьме и вместе с другими подписавшими был лишён права избираться в Думу.
После 1906 года — профессор Киевского коммерческого института.
В Гражданскую войну 1918—1921 находился в Киеве, входил во всероссийский Главный комитет по сбору денежных и материальных средств на нужды Добровольческой армии и обеспечение инвалидов и семейств её бойцов. В эпоху Украинской народной республики (УНР) по поручению украинского правительства участвовал в качестве эксперта по финансовым вопросам в переговорах представителей УНР с большевиками.
После 1921 занимался преподаванием в ряде украинских вузов, читал лекции в Киевском Институте народного хозяйства и в Киевском Университете. С 1925 действительный член Всеукраинской академии наук (ВУАН). 1926—1930 был председателем Постоянной Комиссии по изучению естественных производительных сил ВУАН и редактором её научных трудов. Во время разгрома ВУАН подвергся «чистке» вместе с К. Г. Воблым. После чего Яснопольский срочно уехал в Москву.
В это время общался с В. И. Вернадским, в прошлом также видным членом кадетской партии. Характерна запись в дневнике Вернадского от 8 апреля 1932 года, Ленинград:

Вчера днём был Л. Н. Яснопольский. Уехал из Киева, переселился в Москву. На Украине самый форменный голод. Укр[аинская] акад[емия] мертва и идет развал как везде. Большие начинания революции могут рухнуть: люди сумели понять и хотеть, но не сумели сделать: гниение. Неверие растет.
По одним сведениям с 1931 до 1943 работал в Москве, по другим — в 1937—1942 по фальсифицированному обвинению был в заключении и ссылке. Летом 1933 приезжал в Белбалтлаг на свидание к отбывавшему там срок сыну. После окончания войны вернулся в Киев и работал до конца жизни в Институте экономики АН УССР, который возглавлял в 1952—1953.
Автор более 100 больших научных работ. Входил в Комиссию Госплана СССР по реконструкции реки Днепр. Характеристика его научных трудов представлена в «Вестнике АН УССР» (№ 7, 1957).
Умер 23 мая 1957 года.

## Важнейшие работы
- Государственный банк // Вопросы государственного хозяйства и бюджетного права. Вып. 1 / Васильев А. В., Мигулин П. П., Рутцен А. Н., Струве П. Б., Фёдоров М. П., Фридман М. И., Яснопольский Л. Н. — С.-Пб.: Тип. т-ва «Обществ. польза», 1907. С. 233—282
- Очерки русского бюджетного права. М, 1912.
- Банковая энциклопедия. / Под общ. ред. Л. Н. Яснопольского. — Киев, 1914—1916. — 2 т.
- Валютные курсы в эпоху войны и революции. / УССР Центр. стат. упр. Киевское губ. стат. бюро. — Киев, 1922. — 16 с., 2 л. диагр.
- Рынок золота заграницей и в России. — [Киев]: Губэкосо, 1923. — 27 с.
- Восстановительные процессы в нашем денежном обращении и задачи валютной политики, 1927
- Очерки экономической географии СССР (2 тт., 1949 — 52) (соавтор)
- Каменноугольная промышленность Донецкого бассейна (т. 1 — 2, 1956 — 57).

## Семья
Первая жена — Мария Петровна Яснопольская, урождённая Коробко.
- сын — Сергей Леонидович Яснопольский и его жена Валентина Николаевна (урожд. Ждан, 1904—1998) в 1930 г. проходили по делу «иосифлян», после возвращения в Москву долгое время (с 1942-го по 1960 год с перерывами) жили в квартире философа А. Ф. Лосева. Связи с семьей Лосевых этим не ограничивались. Первая жена философа Валентина Михайловна Лосева (1898—1954) была арестована по тому же делу, что и С. Л. Яснопольский и его невеста В. Н. Ждан. Леонид Николаевич Яснопольский существенно помог чете Лосевых, когда их дом был разрушен немецкой бомбой[11].

Вторая жена — Анна Митрофановна (урожд. Пиневич, 1882—?), певица, дочь священника, выпускница Высших женских курсов в Киеве.
- дочь — Вера Леонидовна Яснопольская (1916—1996), художница, ученица А. В. Фонвизина, жена художника Б. А. Смирнова-Русецкого[13][14].